# 백씨가문의 여인들
《백씨가문의 여인들》(중국어 간체자: 爱情悠悠药草香, 정체자: 愛情悠悠藥草香, 병음: Ài qíng yōu yōu yào cǎo xiāng 아이칭유유야오차오샹[*], 한자음: 애정유유약초향)은 중국의 텔레비전 드라마.

## 등장 인물
- 러우이샤오 (娄艺潇) : 황채미 (黃採薇) 역
- 선훤 (宣萱) : 마복방 (馬馥芳) 역
- 한둥 (韩栋) : 백건생 (白乾笙) 역
- 첸융천 (钱泳辰) : 백건풍 (白乾楓) 역
- 예홍결 (倪虹洁) : 진매향 (陳梅香) 역
- 하태봉 (夏台鳳) : 백노태 (白老太) 역
- 퉁샤오옌 (仝晓燕) : 추임 (秋琳) 역
- 진밍 (金铭) : 계금 (桂琴) 역
- 쑨야 (孙雅) : 병합 (碧荷) 역